# Летние Сурдлимпийские игры 1961
IX Международные игры глухих прошли в городе Хельсинки, столице Финляндии. Игры проводились с 6 по 10 августа  1961 года, участие в них приняли 613 спортсменов из 24 стран.

## Виды спорта
Программа IX Международных игр глухих включала 13 спортивных дисциплин (10 из которых индивидуальные, 3 — командные).

### Индивидуальные
- Лёгкая атлетика
- Велоспорт
- Спортивная гимнастика
- Вольная борьба
- Греко-римская борьба
- Плавание
- Прыжки в воду
- Теннис
- Настольный теннис
- Пулевая стрельба

### Командные
- Баскетбол
- Футбол
- Водное поло

## Страны-участницы
В IX Международных игр глухих приняли участие спортсмены из 24 государств:
- Австрия
- Бельгия
- Болгария
- Великобритания
- Венгрия
- Германия
- Дания
- Иран
- Италия
- Канада
- Нидерланды
- Новая Зеландия
- Норвегия
- Польша
- Румыния
- СССР
- США
- Турция
- Швейцария
- Швеция
- Финляндия
- Франция
- Чехословакия
- Югославия